# 台中市公車285路
台中市公車285路為台中市公車路線之一，主線目前自帝國製糖廠行駛經大明高中到銀聯一村，主要行駛於大里區甲堤路、至善路；副線目前自帝國製糖廠行駛經興大附中、立新國小到竹仔坑，主要行駛於益民路。原為豐原客運營運的台中市公車，現已改由東南客運營運。

## 歷史
- 2011年6月1日：原公路客運6509路改制為台中市公車285路。[3]
- 2013年1月1日：原公路客運6511路（台中－大里－文化城－竹仔坑）停駛，原班次併入285路（臺中火車站－崁頂（經大里））。
- 2013年9月23日：增設「百姓公廟」站。
- 2013年11月30日：增設「中興內新街口」站。
- 2014年1月29日：「明德女中（臺中路）」站更名為「明德高中（臺中路）」。
- 2014年6月下旬：平日部分班次以低底盤公車行駛，為豐原客運於大里、太平地區第二條有低底盤公車行駛之路線。
- 2015年2月1日：臺中火車站端點延駛至「新民高中（健行路）」，並將路線名稱更改為「新民高中－崁頂（經大里）」。延駛後「臺中火車站」改為雙邊設站，並增停「市立殯儀館」（單邊設站，往新民高中方向）、「寶覺寺」（單邊設站，往崁頂方向）、「新民高中（三民路）」（單邊設站，往崁頂方向）、「三民錦中街口」（單邊設站，往崁頂方向）、「一心市場」（單邊設站，往崁頂方向）、「中友百貨」（雙邊設站）、「國立臺中科技大學」（雙邊設站）、「中興堂」（雙邊設站）、「臺中公園（雙十路）」（雙邊設站）、「干城站」（雙邊設站）。
- 2015年3月30日~2016年4月26日：因應大里區仁化路雨水下水道工程施做，改道行駛，暫時取消停靠「仁化慈德路口」及「仁化里」，並於文化街與仁化路口設置臨時站牌供民眾搭乘（往修平方向：文化街206號旁；往新民高中方向：文化街220號對面）。
- 2015年8月24日：285（新民高中－崁頂）調整行駛路線至「臺中二中（梅川東路）」，並將路線名稱更改為「臺中二中－崁頂（經大里）」。調整行駛路線後不行駛至新民高中，並將「新民高中（健行路）」、「寶覺寺」、「新民高中（三民路）」、「三民錦中街口」、「市立殯儀館」皆撤站，將增停「臺中二中（梅川東路）」、「五權國中」、「中山堂」、「五權學士路口」。而國立臺中科技大學站往臺中二中方向站牌遷移至三民路三段110號（原位於三民路三段88號墊腳石書局前）。[4] [5]
- 2018年5月2日~2018年5月31日：因水利局施作「中興路雨水下水道工程」，導致車輛無法於中興路左轉仁化路；285路配合改道行駛「中興路-仁慈街-仁化路」，改道期間取消往崁頂方向之「仁化中興路口」及「仁化至善路口」兩站位，並於仁慈街上設置兩個臨時站供乘客上下車，往臺中二中方向之「仁化中興路口」及「仁化至善路口」兩站則不受影響照常停靠。
- 2018年6月1日：豐原客運285路「臺中二中－崁頂（經大里）」，改由東南客運接駛，並將起訖點改為「新建國市場－竹仔坑」，行駛動線亦作調整至無公車服務的益民路一段、甲堤南路及至善路；同時新增副線串聯行駛益民路二段、一段及十九甲地區的立仁路、立新街及立元路等，使大里十九甲居民方便往返臺中車站。[6][7]
- 2018年7月30日：原「文化創意園區」站點更名為「文化部文化資產園區」
- 2019年1月1日：「臺中火車站（東站）」更名為「臺中車站（復興路）」。
- 2019年11月16日：為配合民眾搭車需求，主線路線變更為「新建國市場－銀聯一村」，原「竹仔坑」站取消停靠，改駛仁化路－練武路－健東路，並增停「健民國小」，「銀聯一村」兩站。[8]
- 2019年12月16日：主線增設「大明高中」。
- 2023年2月3日：主線因業務需求調整班次，平日班次從單向12班，共24班，減班至單向6班，共12班，解決東南客運人力問題。
- 2023年3月10日：主線及副線起站（新建國市場）因應民眾搭車需求，向北延升至（帝國製糖廠）[9]
- 2023年7月10日：主線因應民眾搭車需求 ，平日班次從單向6班、共12班，增班至單向12班、共24班
- 2023年8月1日：主線因東南客運駕駛人力關係，平日班次從單向12班、共24班，減班為單向6班、共12班。
- 2023年10月1日：主線因應民眾搭車需求，平日班次從單向6班、共12班，增班至單向12班、共24班，提升乘客搭乘便利性，並同時將原「建民國小」站點更名為「竹仔坑國小」。
- 2024年4月1日：調整發車時刻。[10]

## 路線基本資料
主線：
單程行車里數約13.5公里，單程行車時間約45分。往銀聯一村37站，往帝國製糖廠38站。
- 從帝國製糖廠起，沿東區進德路、建成路、大智路、復興路四段、南區復興路三段、國光路、大里區大明路、中興路二段、益民路一段、新仁路二段、甲堤南路、至善路、成功二路、仁化路、工業路、工業四路、仁化路行駛到竹仔坑。[1]

副線：
單程行車里數約14.3公里，單程行車時間約50分。往竹仔坑38站，往帝國製糖廠38站。
- 從帝國製糖廠起，沿東區進德路、建成路、大智路、復興路四段、南區復興路三段、國光路、大里區大明路、益民路二段、益民路一段、新仁路二段、新仁路一段、立仁路、立新街、立仁四路、立元路、至善路、成功二路、仁化路、工業路、工業四路、仁化路行駛到竹仔坑。[2]

### 時刻表
- 本時刻表僅供參考，請以東南客運網站公告為準。
- 時刻表更新日期為2025年3月7日。

285
| 台中市公車285路平日時刻表 | 台中市公車285路平日時刻表 | 台中市公車285路平日時刻表 | 台中市公車285路平日時刻表 |
| ------------------------- | ------------------------- | ------------------------- | ------------------------- |
| 帝國製糖廠開時刻          | 帝國製糖廠開備註          | 銀聯一村開時刻            | 銀聯一村開備註            |
| 06:00                     | -                         | 07:00                     | -                         |
| 06:30                     | -                         | 07:40                     | -                         |
| 08:40                     | -                         | 09:40                     | -                         |
| 09:30                     | -                         | 10:30                     | -                         |
| 12:20                     | -                         | 13:20                     | -                         |
| 13:30                     | -                         | 14:30                     | -                         |
| 15:20                     | -                         | 16:20                     | -                         |
| 16:10                     | -                         | 17:10                     | -                         |
| 18:00                     | -                         | 19:00                     | -                         |
| 18:30                     | -                         | 19:30                     | -                         |

| 台中市公車285路例假日時刻表 | 台中市公車285路例假日時刻表 | 台中市公車285路例假日時刻表 | 台中市公車285路例假日時刻表 |
| --------------------------- | --------------------------- | --------------------------- | --------------------------- |
| 帝國製糖廠開時刻            | 帝國製糖廠開備註            | 銀聯一村開時刻              | 銀聯一村開備註              |
| 07:00                       | -                           | 08:00                       | -                           |
| 10:00                       | -                           | 11:20                       | -                           |
| 13:00                       | -                           | 14:20                       | -                           |
| 16:00                       | -                           | 17:20                       | -                           |
| 19:00                       | -                           | 20:00                       | -                           |

285副
| 台中市公車285路副線平日時刻表 | 台中市公車285路副線平日時刻表 | 台中市公車285路副線平日時刻表 | 台中市公車285路副線平日時刻表 |
| ----------------------------- | ----------------------------- | ----------------------------- | ----------------------------- |
| 帝國製糖廠開時刻              | 帝國製糖廠開備註              | 竹仔坑開時刻                  | 竹仔坑開備註                  |
| 07:40                         | -                             | 06:00                         | -                             |
| 11:20                         | -                             | 08:40                         | -                             |
| 14:30                         | -                             | 12:20                         | -                             |
| 17:10                         | -                             | 15:30                         | -                             |
| 19:30                         | -                             | 18:20                         | -                             |

| 台中市公車285路副線例假日時刻表 | 台中市公車285路副線例假日時刻表 | 台中市公車285路副線例假日時刻表 | 台中市公車285路副線例假日時刻表 |
| ------------------------------- | ------------------------------- | ------------------------------- | ------------------------------- |
| 帝國製糖廠開時刻                | 帝國製糖廠開備註                | 竹仔坑開時刻                    | 竹仔坑開備註                    |
| 08:00                           | -                               | 07:00                           | -                               |
| 11:20                           | -                               | 10:00                           | -                               |
| 14:20                           | -                               | 13:00                           | -                               |
| 17:20                           | -                               | 16:00                           | -                               |
| 20:00                           | -                               | 19:00                           | -                               |

### 收費
- 依里程計費；刷電子票證10公里免費及扣款最高金額10元優惠。
- 里程計費說明：
  - 基本里程：10公里。
  - 基本里程票價全票20元、半票11元。
  - 超過基本里程（10公里）計費方式：
    - 全票=[2.431 x 搭乘里程數x (1+5%營業稅)] （四捨五入）
    - 半票=[2.431 x 搭乘里程數x (1+5%營業稅)] x 50% （四捨五入）

  - 兒童、老人、身心障礙者及其陪伴者依規定半票收費。

### 停站
參見右側站牌路線圖。

## 圖片集

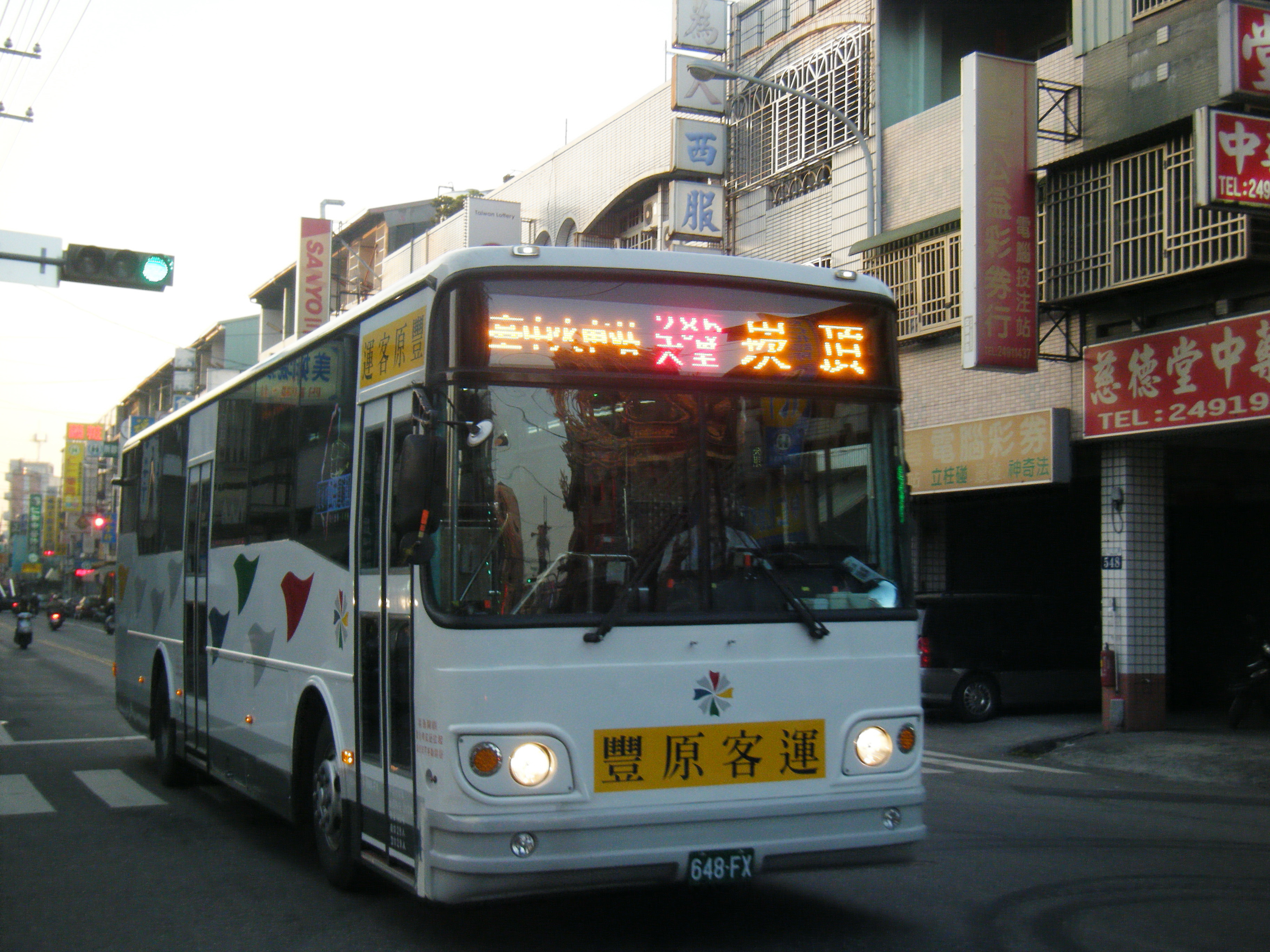
原豐原客運285路「臺中火車站-崁頂（經大里）」，曾使用日野鉅巃市區型車輛行駛
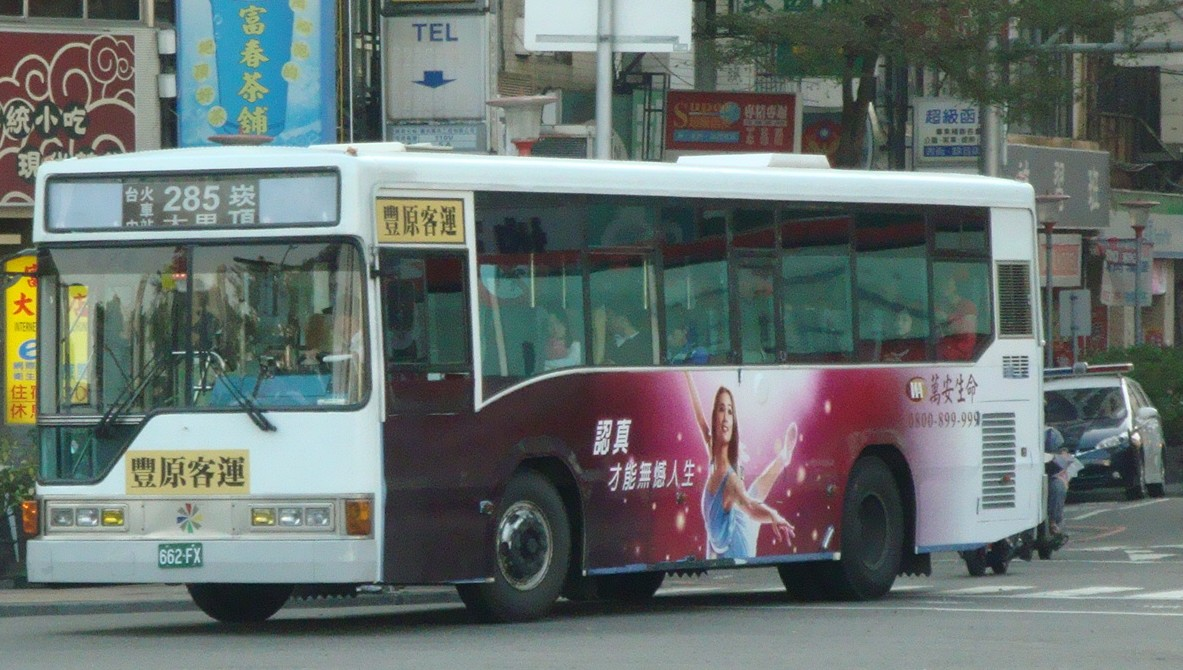
原豐原客運285路「臺中火車站-崁頂（經大里）」，曾使用購自新店客運之二手車行駛
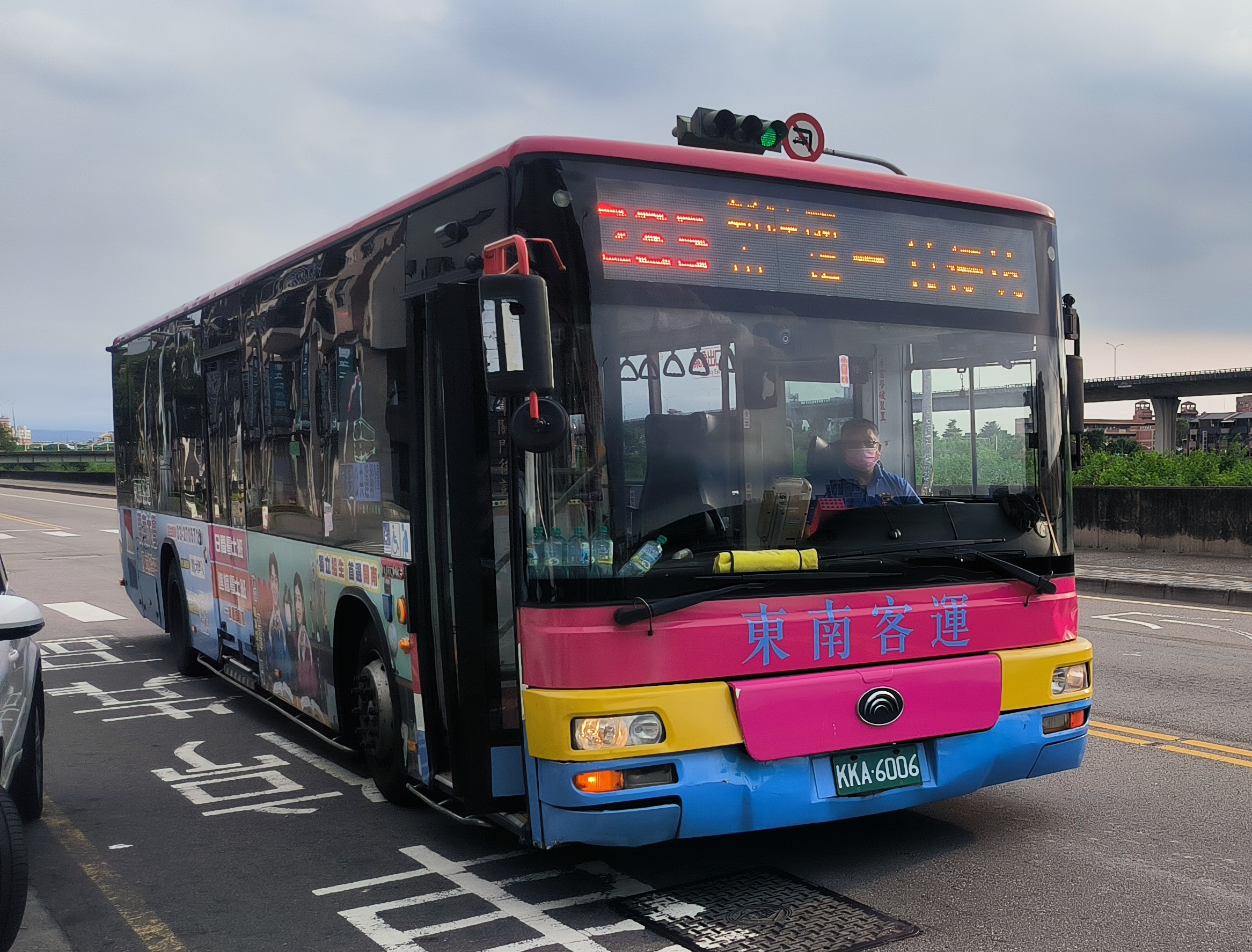
今東南客運營運路線285路之宇通客車KKA-6006，本車已換牌至高雄分公司KKA-9135
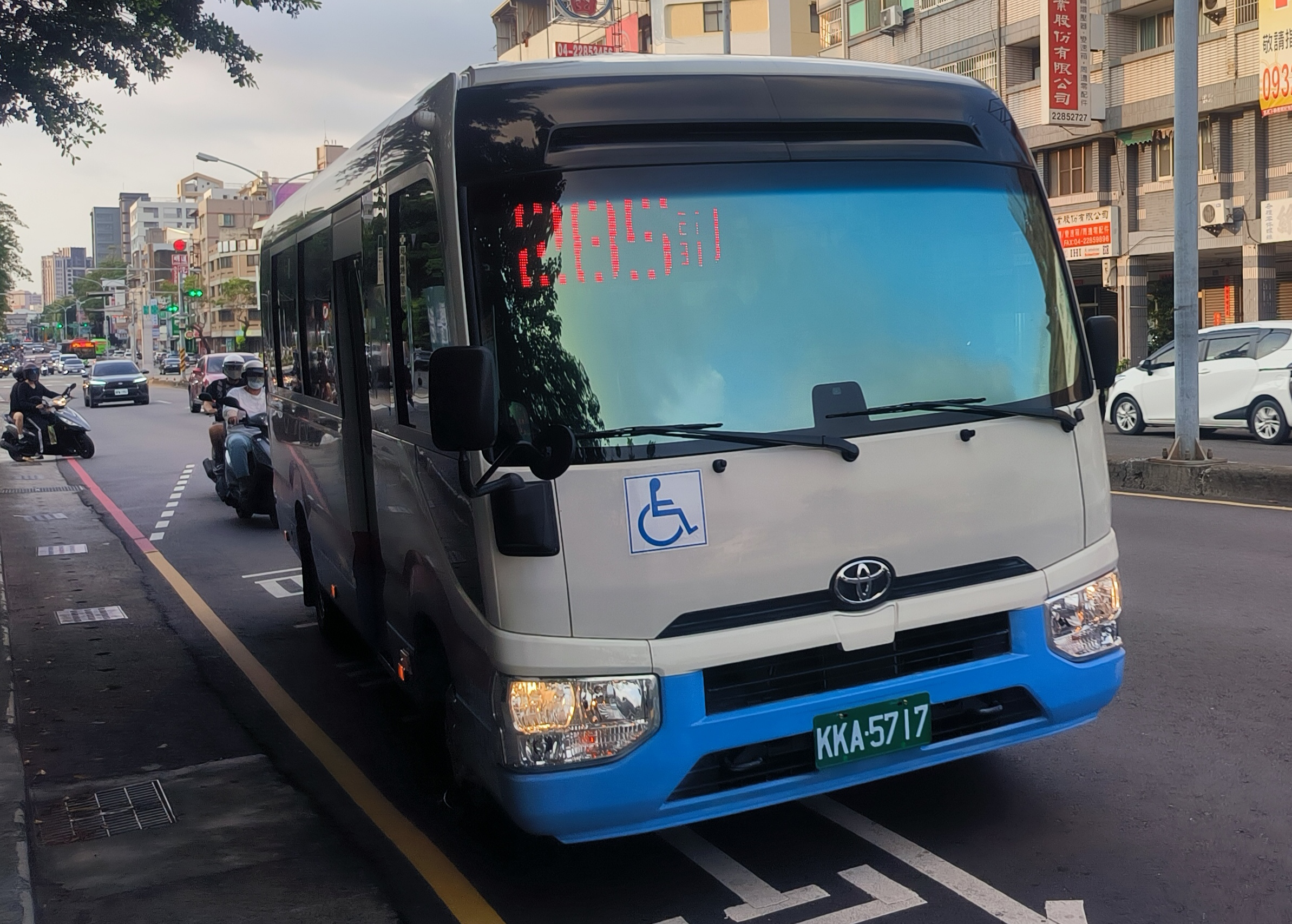
今東南客運營運路線285副，KKA-5717正面
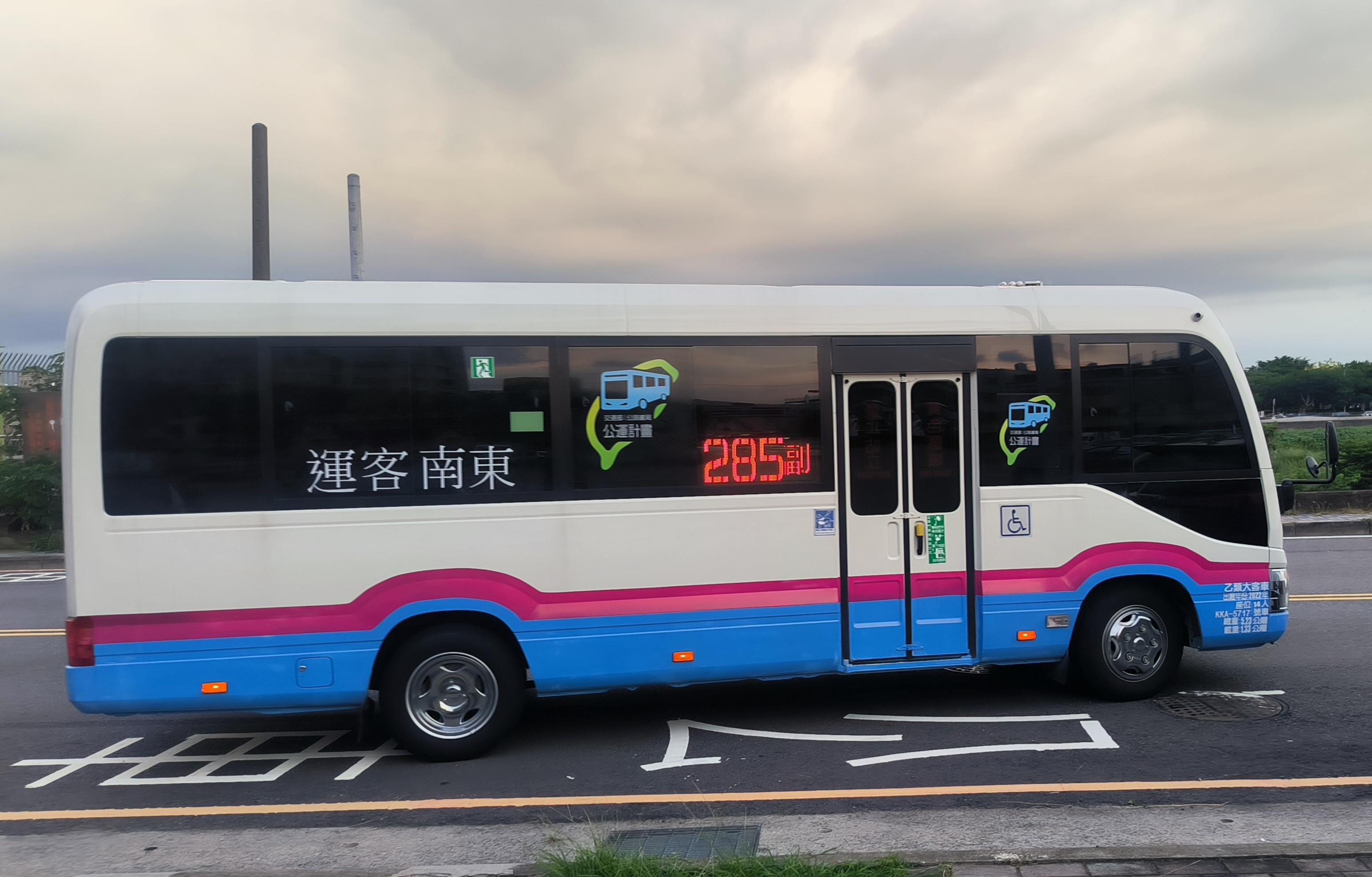
今東南客運營運路線285副，KKA-5717側面
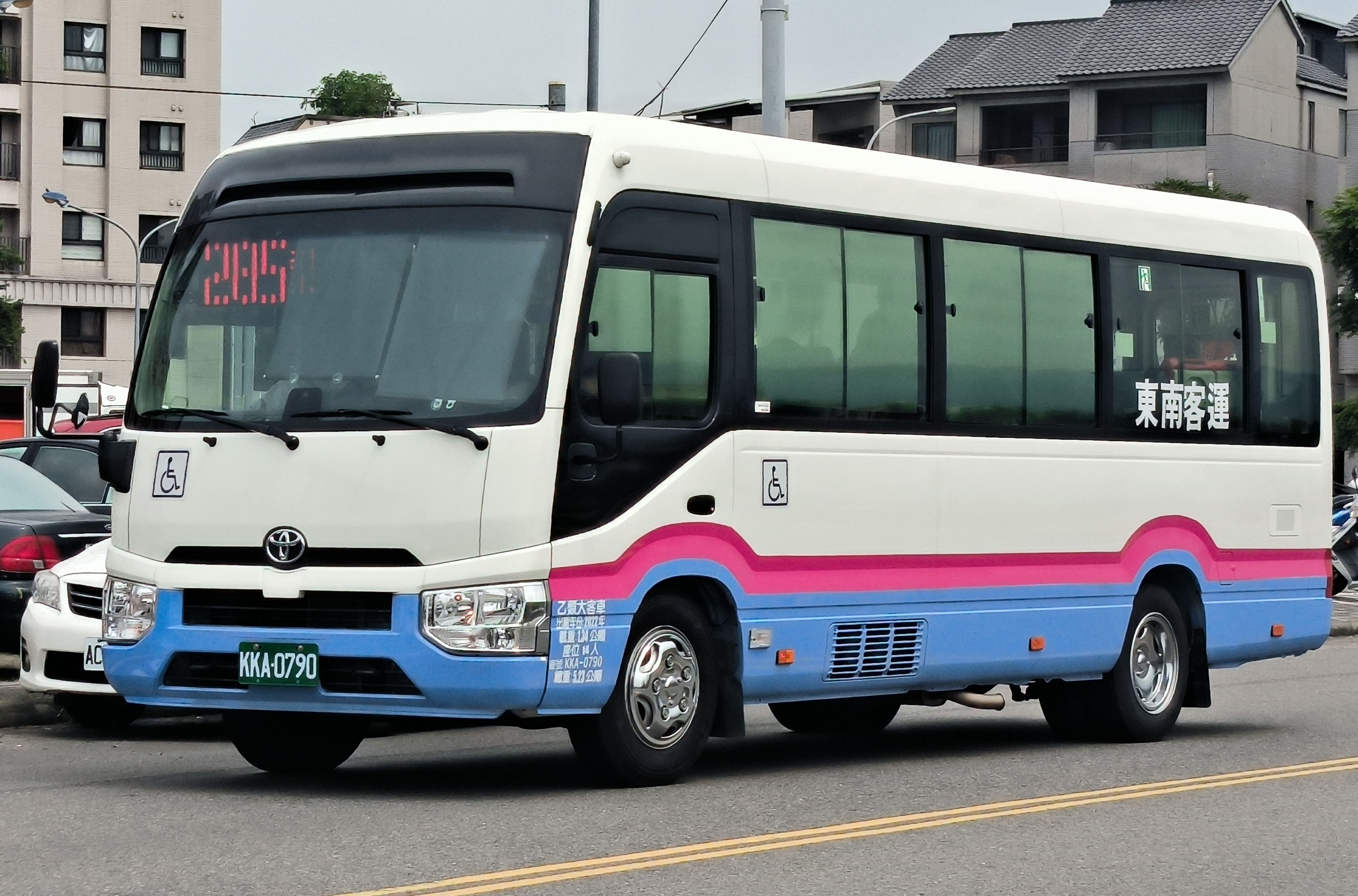
今東南客運營運路線285副，KKA-0790
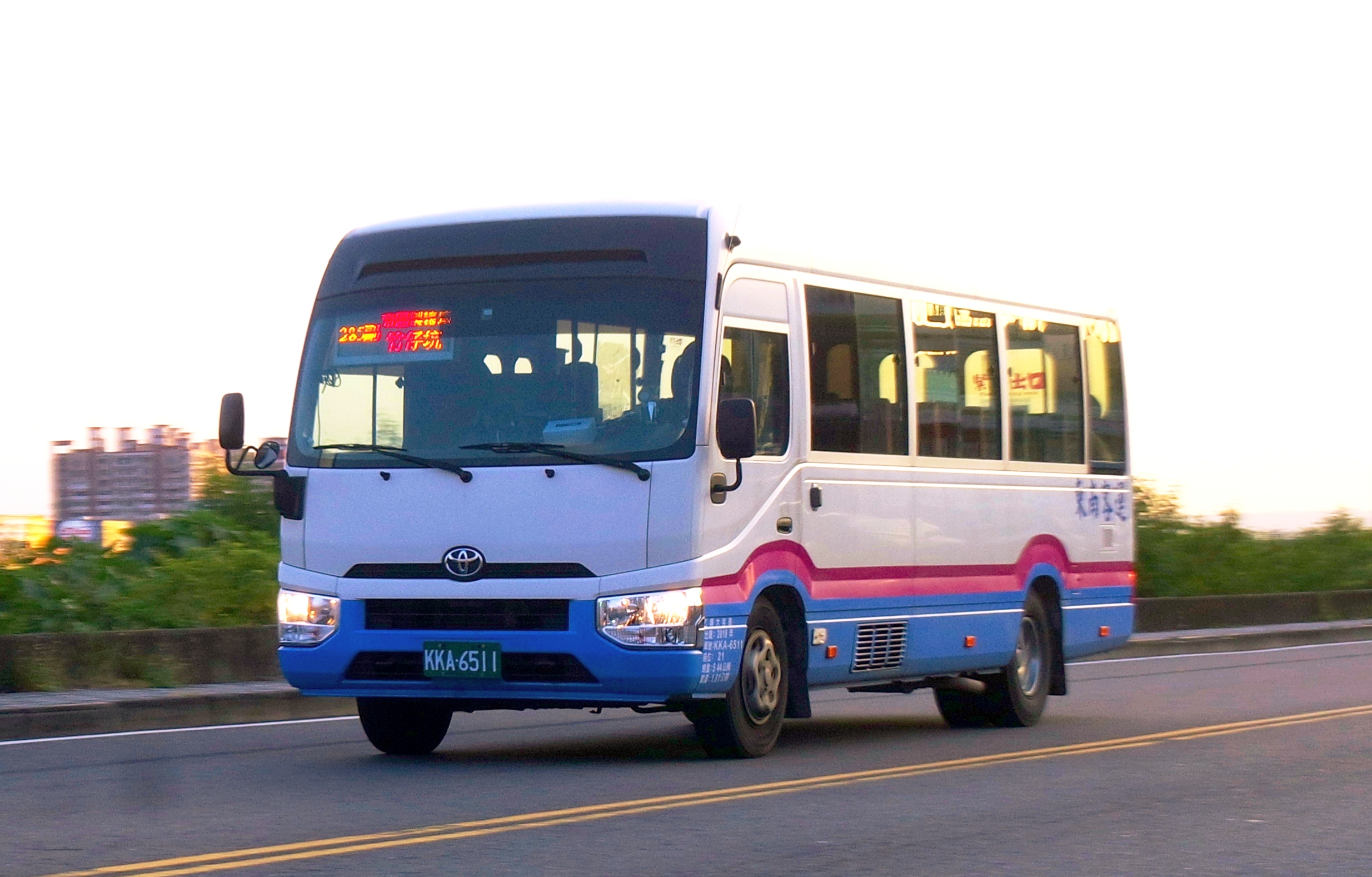
今東南客運營運路線285副，KKA-6511